# Yetnasteen
Koordinaten: 59° 10′ 38,6″ N, 2° 58′ 9,3″ W

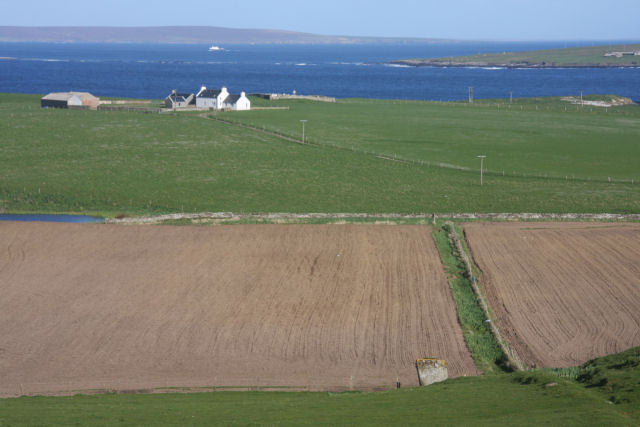
Im Vordergrund, am Fuße des Hügels, steht der Yetnasteen

Der Yetnasteen (oder Yetnessteen) ist ein plattenartiger Menhir (englisch Standing Stone) von etwa 2,2 m Höhe. Er steht am Fuß eines Hügels am Faraclett Head im Nordosten von Rousay, einer Insel der Orkney in Schottland. 
Der Yetnasteen hat seinen altnordischen Namen von den Normannen erhalten. Jotunna bedeutet Riese oder riesig. Dies ist eine Bestätigung dafür, dass derartige Steine auch auf den Orkney mit dem altnordischen, heidnischen Glauben verbunden wurden. In der Nähe liegt der Stalled Cairn Bigland Round.

## Legende
Die Legende besagt, dass der versteinerte Riese nach Mitternacht eines jeden neuen Jahres die etwa 300 m zum See o’Skockness geht, um zu trinken, bevor er zu seinem Standort zurückkehrt. Eine gleiche Legende betrifft den Stane o’ Quoybune auf Mainland. Inwieweit die Legende auf nordische Vorbilder zurückgeht ist unklar.